# Mortain-Bocage
Mortain-Bocage – gmina we Francji, w regionie Normandia, w departamencie Manche. W 2013 roku liczba ludności wynosiła 3153 mieszkańców.
Gmina została utworzona 1 stycznia 2016 roku z połączenia pięciu ówczesnych gmin: Bion, Mortain, Notre-Dame-du-Touchet, Saint-Jean-du-Corail oraz Villechien. Siedzibą gminy została miejscowość Mortain.